# 무양서원
무양서원(武陽書院)은 광주광역시 광산구 월계동에 있는 일제강점기의 최사전 등 5인의 선현을 배향한 서원이다. 1984년 2월 29일 광주광역시의 문화재자료 제3호로 지정되었다.

## 개요
고려 인종(재위 1122∼1146) 때 어의(御醫)이면서 명신인 장경공 최사전을 중심으로 그의 후손 4명(손암 최윤덕, 금남 최부, 문절공 유희춘, 충열공 나덕헌)을 모시고 있는 서원이다.
최사전은 의술로써 벼슬에 나갔는데 왕의 총애를 받아 높은 벼슬에 오른 사람이다.
무양서원은 1927년에 탐진 최씨 문중이 전국 유림의 호응을 얻어서 세운 서원이다. 서원의 명칭은 광주의 옛이름인 ‘무진의 볕’ 즉 무진지양(武珍之陽)에서 따왔다. 강당인 이택당을 중심으로 왼편과 오른편에 합의문과 합인문이 있다.
합의문을 지나면 오른편에 동재인 성지재가 있고 왼편에는 서재인 낙호재가 있다. 또한 높은 땅 위에 담장이 있는 무양사가 자리잡고 있는데, 이것은 사당 안에 함부로 들어가지 못하게 하기 위한 것이다.
원래 서원은 제사 기능과 교육 기능을 가지고 있는데, 탐진 최씨 문중에서는 1945년 광산구 쌍암동에 무양중학교(현 비아고등학교)를 설립하여 지금까지 교육기관의 역할을 담당하고 있다.

## 같이 보기
- 비아중학교
- 비아고등학교

## 참고 자료
- 무양서원 - 국가유산청 국가유산포털